# Pini Balili
Pini Balili, właśc. Pinchas Feliks Balili (hebr. פנחס (פיני) פליקס בלילי, ur. 18 czerwca 1979 w Jerozolimie) – izraelski piłkarz grający na pozycji napastnika. Od 2012 jest piłkarzem klubu Makkabbi Ironi Bat Jam.

## Kariera klubowa
Swoją karierę piłkarską Balili rozpoczął w klubie Hapoel Tel Awiw. W 1996 roku został piłkarzem Szimszona Tel Awiw, w którym spędził jeden sezon. W 1997 roku wrócił do Hapoelu Tel Awiw i w sezonie 1997/1998 zadebiutował w jego barwach w rozgrywkach pierwszej ligi izraelskiej. W debiutanckim sezonie wywalczył z Hapoelem wicemistrzostwo Izraela. W sezonie 1998/1999 zdobył Puchar Izraela. W sezonie 1999/2000 sięgnął z Hapoelem po dublet - mistrzostwo oraz krajowy puchar. Z kolei w sezonach 2000/2001 i 2001/2002 dwukrotnie z rzędu został wicemistrzem Izraela.
Latem 2003 roku Balili został piłkarzem tureckiego klubu İstanbulspor. Zadebiutował w nim 10 sierpnia 2003 roku w wygranym 3:0 wyjazdowym meczu z Fenerbahçe SK. W İstanbulsporze grał przez rok. W kolejnym sezonie reprezentował Kayserispor. Swój debiut zaliczył 7 sierpnia 2004 w przegranym 0:3 domowym spotkaniu z Trabzonsporem. W Kayserisporze grał do końca sezonu 2004/2005. W 2005 roku Balili podpisał kontrakt z Sivassporem. W Sivassporze po raz pierwszy wystąpił 11 września 2005 w przegranym 0:2 wyjazdowym meczu z Galatasaray SK. W sezonie 2008/2009 wywalczył z Sivassporem pierwsze w historii klubu wicemistrzostwo Turcji. W 2009 roku został zawodnikiem Antalyasporu, w którym zadebiutował 8 sierpnia 2009 w wygranym 3:0 domowym meczu z Ankarasporem. W Antalyasporze występował przez sezon. W 2010 roku powrócił do Izraela i został piłkarzem klubu Bene Jehuda Tel Awiw. Swój debiut w nim zaliczył 14 maja 2011 w zwycięskim 4:0 wyjazdowym meczu z Makkabbi Netanja. W Bene Jehuda grał przez dwa sezony i zajął w nich 3. i 4. miejsce. W 2012 roku Balili przeszedł do trzecioligowego Makkabbi Ironi Bat Jam.
| Sezon   | Klub                   | Kraj   | Rozgrywki     | Mecze | Bramki |
| ------- | ---------------------- | ------ | ------------- | ----- | ------ |
| 1996/97 | Szimszon Tel Awiw      | Izrael | Liga Alef     | ?     | ?      |
| 1997/98 | Hapoel Tel Awiw        | Izrael | Liga Leumit   | 20    | 1      |
| 1998/99 | Hapoel Tel Awiw        | Izrael | Liga Leumit   | 3     | 0      |
| 1999/00 | Hapoel Tel Awiw        | Izrael | Ligat ha’Al   | 31    | 12     |
| 2000/01 | Hapoel Tel Awiw        | Izrael | Ligat ha’Al   | 20    | 9      |
| 2001/02 | Hapoel Tel Awiw        | Izrael | Ligat ha’Al   | 25    | 4      |
| 2002/03 | Hapoel Tel Awiw        | Izrael | Ligat ha’Al   | 16    | 4      |
| 2003/04 | İstanbulspor           | Turcja | Süper Lig     | 27    | 10     |
| 2004/05 | Kayserispor            | Turcja | Süper Lig     | 29    | 7      |
| 2005/06 | Sivasspor              | Turcja | Süper Lig     | 24    | 5      |
| 2006/07 | Sivasspor              | Turcja | Süper Lig     | 31    | 9      |
| 2007/08 | Sivasspor              | Turcja | Süper Lig     | 14    | 2      |
| 2008/09 | Sivasspor              | Turcja | Süper Lig     | 28    | 5      |
| 2009/10 | Antalyaspor            | Turcja | Süper Lig     | 15    | 0      |
| 2010/11 | Bene Jehuda Tel Awiw   | Izrael | Ligat ha’Al   | 28    | 4      |
| 2011/12 | Bene Jehuda Tel Awiw   | Izrael | Ligat ha’Al\| | 34    | 3      |
| 2012/13 | Makkabbi Ironi Bat Jam | Izrael | Liga Alef     | 29    | 10     |
| 2013/14 | Makkabbi Ironi Bat Jam | Izrael | Liga Alef     | ?     | ?      |
| 2014/15 | Makkabbi Ironi Bat Jam | Izrael | Liga Alef     |       |        |

## Kariera reprezentacyjna
W reprezentacji Izraela Balili zadebiutował 3 czerwca 2000 roku w przegranym 1:2 towarzyskim meczu z Węgrami, rozegranym w Budapeszcie. W 90. minucie tego meczu zdobył gola, swojego pierwszego w kadrze narodowej. W swojej karierze grał też w eliminacjach do MŚ 2002, do Euro 2004, do MŚ 2006 i do Euro 2008. Od 2000 do 2007 roku rozegrał w reprezentacji 29 meczów, w których strzelił 7 goli.